# ʻAisake Eke

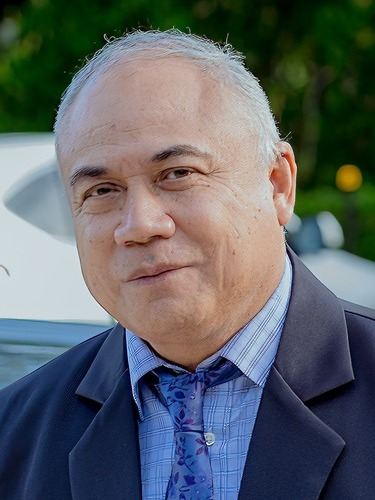
ʻAisake Eke (2025)

ʻAisake Valu Eke (* 26. Dezember 1960 in Vaotu'u, Tongatapu, Britisch-Tonga) ist ein tongaischer Politiker, der seit dem 22. Januar 2025 Premierminister von Tonga ist. Von 2014 bis 2017 war er Minister für Finanzen und nationale Planung.

## Laufbahn

### Ausbildung
Eke erwarb in den 1980er Jahren einen Abschluss in Wirtschaftswissenschaften an der University of the South Pacific. Er promovierte außerdem an der University of Southern Queensland in Australien, wo er für seine 2013 abgeschlossene Dissertation An exploratory study on the quality of service in the public sector in Tonga einen Doktortitel in Betriebswirtschaft erhielt.

### Politik
Nachdem er im Finanzministerium von Tonga gearbeitet hatte, wurde er im November 2010 erstmals in die Legislative Assembly of Tonga gewählt, wo er den Wahlkreis Tongatapu 5 vertrat. Obwohl er der Democratic Party of the Friendly Islands nahe stand und eine Kandidatur als Parteimitglied in Erwägung gezogen hatte, kandidierte er als Unabhängiger und gewann den Sitz mit 24,1 % der Stimmen und einem Vorsprung von 63 Stimmen. Tongatapu 5 war somit der einzige Wahlkreis auf Tongatapu (Tongas Hauptinsel), der nicht von der Partei gewonnen wurde.
Im Januar 2014 wurde er von Premierminister Tuʻivakano zum Finanzminister ernannt, nachdem sein Vorgänger Lisiate 'Akolo aufgrund von Meinungsverschiedenheiten über den Haushalt entlassen worden war. Anschließend behielt er dieses Amt in der Regierung von Premierminister ʻAkilisi Pohiva. Im März 2017 enthielt er sich jedoch bei einer Parlamentsabstimmung über einen Misstrauensantrag gegen die Regierung, der er angehörte, der Stimme und musste zurücktreten. Bei den Wahlen 2017 verlor er daraufhin seinen Sitz.
Bei den Wahlen im Jahr 2021 wurde er im Wahlkreis Tongatapu 5 wiedergewählt. Nach der Wahl war er einer von drei Kandidaten für das Amt des Premierministers, unterlag aber schließlich Siaosi Sovaleni, der mit 16 Stimmen in der Legislative Assembly zum Premier gewählt wurde. Nach dem Rücktritt von Sovaleni wurde er am 24. Dezember 2024 in der Legislative Assembly zum Nachfolger gewählt, wobei er Viliami Latu mit 16 zu acht Stimmen besiegte. König Tupou VI. ernannte Eke am 22. Januar 2025 offiziell zum Premierminister.